# Kendall Jagdeosingh
Kendall Maurice Jagdeosingh (* 30. Mai 1986 in Manzanilla) ist ein ehemaliger Fußballspieler aus Trinidad und Tobago.

## Karriere

### Verein
Kendall Jagdeosingh spielte bis 2007 in seiner Heimat bei den Vereinen North East Stars FC und Caledonia AIA. 2008 verließ er diese und ging nach Puerto Rico. Hier unterzeichnete er einen Vertrag bei den Puerto Rico Islanders. Bei den Islanders handelt es sich um ein puerto-ricanisches Fußball-Franchise der North American Soccer League (NASL) aus Bayamón. Für die Islanders absolvierte er 71 Spiele. 2011 wechselte er zu den Rochester Rhinos. Mit dem  Fußball-Franchise aus Rochester spielte er 24-mal in der  USL Professional Division. Nach Asien zog es ihn 2012. Hier unterschrieb er in Thailand einen Vertrag beim Chainat Hornbill FC. Der Verein aus Chainat spielte in der ersten Liga des Landes, der Thai Premier League. Für Chainat absolvierte er vierzig Erstligaspiele. Der Zweitligist Trat FC aus Trat nahm ihn die Hinserie 2014 unter Vertrag. Die Rückserie stand er für den Ligakonkurrenten Phuket FC in der Thai Premier League Division 1 auf dem Spielfeld. Der ebenfalls in der zweiten Liga spielende Angthong FC verpflichtete ihn die Hinserie 2015. Die Rückserie spielte er für den Zweitligisten Thailand Tobacco Monopoly FC. Zum Ende der Saison musste er mit TTM absteigen. Von 2016 bis Ende 2019 spielte er für die thailändischen Drittligisten Satun United FC, Ayutthaya FC, Ayutthaya United FC, Sakaeo FC und den Lamphun Warrior FC. Seit Anfang 2020 ist er nun schon vertrags- und vereinslos, daher ist von seinem Karriereende auszugehen.

### Nationalmannschaft
Kendall Jagdeosingh spielt von 2006 bis 2012 für die A-Nationalmannschaft von Trinidad und Tobago und absolvierte in dieser Zeit 13 Länderspiele. Sein Debüt gab er am 9. August 2006 in einem Freundschaftsspiel gegen Japan. Hier wurde er in der 75. Minute für Anthony Wolfe eingewechselt. 2010 gewann er mit der Auswahl die Karibikmeisterschaft und kam dabei in zwei Gruppenspielen zum Einsatz.

## Erfolge
- Trinidadisch-tobagischer Meister: 2004
- Karibikmeister: 2010